# Liste der Monuments historiques in Chevreuse
Die Liste der Monuments historiques in Chevreuse führt die Monuments historiques in der französischen Gemeinde Chevreuse auf.

## Liste der Bauwerke
| Bezeichnung             | Beschreibung | Standort | Kennzeichnung | Schutzstatus | Datum | Bild           |
| ----------------------- | ------------ | -------- | ------------- | ------------ | ----- | -------------- |
| Château de la Madeleine | Schloss      | (Lage)   | PA00087405    | Inscrit      | 1948  | weitere Bilder |

## Liste der Objekte

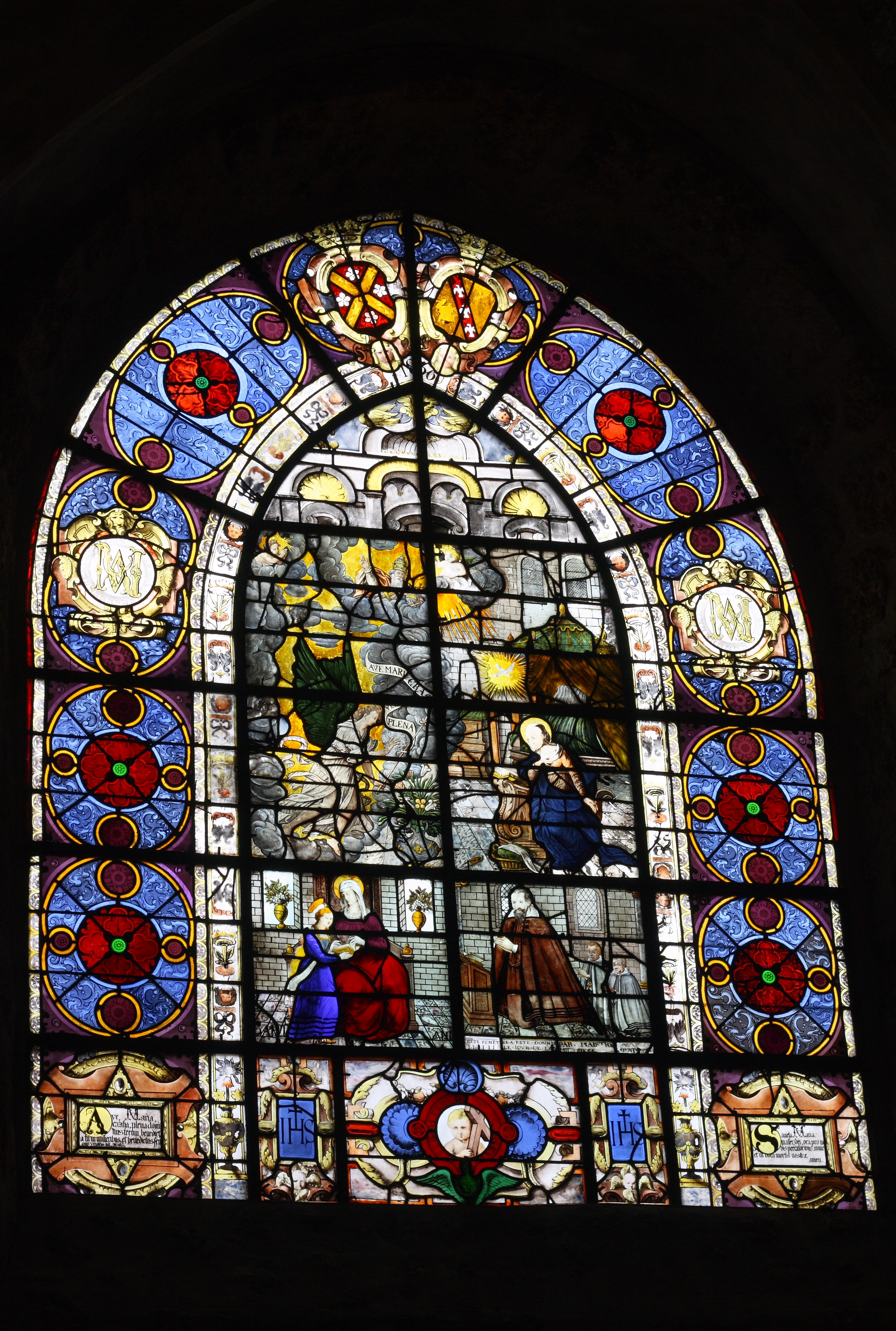
Verkündigungsfenster aus dem Jahr 1614 in der Kirche St-Martin

- Monuments historiques (Objekte) in Chevreuse in der Base Palissy des französischen Kultusministeriums